# Libor Pešek
Libor Pešek   (Praga, 22 de juny de 1933 - Praga, 23 d'octubre de 2022) va ser un director d'orquestra txec.
Va estudiar direcció, piano, violoncel i trombó a l'Acadèmia Musical de Praga. Va tenir com a professors, entre d'altres, Václav Smetáček i Karel Ančerl. Va treballar en els teatres d'òpera de Plzeň i Praga. El 1958 va fundar el grup Harmonia de Cambra de Praga, que va dirigir fins a 1964. Entre 1981 i 1982 va ser el director principal de l'Orquestra Filharmònica Eslovaca. Director convidat entre 1982 i 1990 de l'Orquestra Filharmònica Txeca. Director musical de la Reial Orquestra Filharmònica de Liverpool (1987-1998), dirigia regularment com a director convidat altres importants orquestres simfòniques.
Pesek és conegut especialment per les seves interpretacions de música txeca, sobretot de les obres de Josef Suk i Vítězslav Novák.